# Colors!
Colors! es una serie de aplicaciones de pintura digital para videoconsolas de juegos portátiles y dispositivos móviles. Originalmente creado como una aplicación casera para Nintendo DS (como Colors!), que desde entonces se distribuyó legítimamente en PlayStation Vita, iOS y Android. El proyecto finalmente evolucionó hasta convertirse en una aplicación con licencia oficial para Nintendo 3DS (como Colors! 3D) y Nintendo Switch. (como Colors Live).

## Historia

### Colors
Colors! fue lanzado originalmente en junio de 2007 como una sencilla aplicación de pintura casera para Nintendo DS. Fue desarrollado por Jens Andersson, un programador y diseñador que estaba de año sabático en la industria de los juegos y quería experimentar con el potencial de la nueva plataforma portátil. Poco después, Rafał Piasek creó una galería en línea donde los usuarios podían cargar pinturas realizadas con el programa.
Colors! se convirtió rápidamente en una de las aplicaciones caseras más conocidas de la Nintendo DS y, en septiembre de 2008, también se lanzó para iPhone e iPod Touch. En agosto de 2010, se había descargado casi medio millón de veces. Fue votada como la aplicación casera más popular en la Nintendo DS por los lectores del blog R4 para DS.
El desarrollo de Colors! finalizó oficialmente en diciembre de 2010 aunque la galería oficial aún aceptaba envíos de usuarios de DS hasta 2020 y los foros no oficiales permanecen activos.

### Colors! 3D
Colore! 3D es una secuela de la aplicación Colors! para Nintendo 3DS. Fue lanzado como una aplicación con licencia oficial para Nintendo eShop el 5 de abril de 2012 en Norteamérica y el 19 de abril de 2012 en la región PAL (Asia, África, Europa, América del Sur y Oceanía). Posteriormente fue lanzado en Japón el 21 de agosto de 2013, publicado por Arc System Works.
Colors! 3D permite a los usuarios dibujar en cinco capas, cada una en su propio plano 3D estereoscópico. El dibujo se realiza en la pantalla inferior, mientras que la pantalla superior muestra la pintura en 3D. Mientras dibujan, los jugadores pueden usar los distintos controles de la Nintendo 3DS para cambiar capas, hacer zum y desplazarse, y alterar la presión de su pincel. Al presionar el botón L, los usuarios pueden acceder a un menú donde pueden cambiar el tipo de pincel, el tamaño y la opacidad, modificar las capas, usar la cámara para proporcionar referencias y más. Cuando el usuario haya terminado de pintar, puede exportarlo a la tarjeta SD para verlo en la aplicación Cámara de Nintendo 3DS. Los usuarios también pueden cargar sus creaciones terminadas en una galería en línea, que se puede ver en 3DS o en el sitio web oficial. Las funciones de la galería incluyen el uso de hashtags y la capacidad de seguir a los artistas y publicar comentarios. Cada pintura también cuenta con una función de repetición que permite a los espectadores ver cómo se dibujó. La aplicación también cuenta con multijugador local, lo que permite que varias personas trabajen cooperativamente en una pintura.

#### Recepción
IGN le otorgó a la aplicación una puntuación de 9.0 y un premio Editor's Choice, elogiando su interfaz simple y sus tutoriales. Destructoid le dio a la aplicación un 9.0, calificándola de "una herramienta simple e increíblemente divertida con una increíble comunidad de artistas que exhiben con orgullo sus hermosas y divertidas imágenes en 3D". Nintendo Life le dio a la aplicación un 9/10, diciendo: "Aunque carece de cualquier tipo de juego estructurado, Colors! El robusto sistema de dibujo libre de 3D y la capacidad única de permitir que cualquiera cree su propia obra de arte tridimensional más que compensar esto."

### Colors Live
Una secuela de Nintendo Switch llamado Colors Live (estilizado como Colors L!Ve) fue lanzado en 2020 después de haber sido financiado a través de una campaña de Kickstarter. Cuenta con un lápiz sensible a la presión llamado Colors SonarPen que se conecta por la clavija jack de 3,5 mm y un nuevo modo de juego llamado Colors Quest. En mayo de 2021 fue anunciado el formato físico de Colors Live, el cual fue lanzado el 14 de septiembre de 2021. Colors Live incluye una rueda de colores, pinceles de diferentes tamaños, incluido un pincel de píxeles, y 10 capas de imágenes. Además, el Sonar Pen permite variar intensidad y tamaño del pincel. Los dibujos se pueden publicar en el juego con a una comunidad en vivo donde la gente comparte sus obras. En caso de que el Sonar Pen no funcione correctamente, Colors Live permite el envío de adaptadores USB-C para poder conectarlo en el puerto de carga de la consola. Nintendo Life puntuó Colors Live con un 7 sobre 10, diciendo que "es una aplicación de arte útil con algunas limitaciones extrañas".